# Nikolaï Korotkov
Nikolai Sergeyevich Korotkov (també romanitzat Korotkoff ; rus: Никола́й Серге́евич Коротко́в ) (26 de febrer [C.J. 14 de febrer] de 1874 – 14 de març de 1920) va ser un cirurgià de l'Imperi Rus, un pioner de la cirurgia vascular del segle XX i l'inventor de la tècnica auscultadora (esfigmòmetre) per a la mesura de la pressió arterial.

## Biografia
Nascut en una família de comerciants, Nikolai Korotkov es va educar a Kursk i després va ingressar a la facultat de medicina de la Universitat Imperial de Kharkov el 1893, i després a la Universitat Estatal de Moscou el 1895. Va marxar l'any 1898, amb honors.
Després de servir com a intern a Moscou, va marxar per fer el seu servei militar l'any 1900 a l'Extrem Orient, i sobretot a la Xina durant la Rebel·lió dels Bòxers. Ingressat a la Creu Roja, va viatjar per Sibèria, Ceilan, Japó i Singapur, abans de tornar a Moscou. Va ser condecorat amb l'orde de Santa Anna per la seva ajuda als soldats ferits. Es va dedicar a la recerca i va traduir Die Chirurgische Diagnostik d' Eduard Albert. El 1903 va ingressar a l'Acadèmia de Medicina Militar de Sant Petersburg com a cirurgià ajudant. Durant la guerra russo-japonesa, va ser cirurgià en cap d'una de les seccions de la Creu Roja, a Kharbin, on va començar a interessar-se per la cirurgia vascular.
Va tornar a Sant Petersburg elavril 1905abril de 1905, va treballar en la seva tesi doctoral, però va guanyar fama per la seva presentació del seu mètode de mesura de la pressió arterial a l'Acadèmia Mèdica Imperial. Va obtenir el títol de doctor l'any 1910. Després esdevingué cirurgià a les mines d'or de Lensk. Durant la Primera Guerra Mundial, va ser destinat als Serveis d'Ajuda a Invàlids de Tsarskoie Selo .
Després de la Revolució d'Octubre, va esdevenir metge en cap de l'Hospital Metchnikov de Petrograd fins a la seva mort el 1920.
Està enterrat al cementiri de Bogoslovskoye a Sant Petersburg.

## Obres
- Khirurgicheskaia diagnostika, traducción al ruso de Diagnostik der chirurgischen Krankheiten (de Eduard Albert). 1901
- On methods of studying blood pressure. Bull Imperial Acad Med (St. Petersburgo) 4 (1905) 365
- Contribution to the methods of measuring blood pressure; second preliminary report 13 December 1905. Vrachebnaya Gazeta 5 (1906) 128, 10 (1906) 278
- On the problem of the methods of blood pressure research. Izv Voenno-Med Akad 11 (1905) 365, 12 (1906) 254
- Experiments for determining the efficiency of arterial collaterals. Stremeannaia, 12. PP Soykine, St. Petersburgo 1910

## Treball
El 1896, Scipione Riva-Rocci va inventar un esfigmomanòmetre sensible a la pressió arterial. Aquest tensiòmetre serà reprès l'any 1905, per Nikolaï Korotkov que hi afegeix l'ús d'un estetoscopi sobre l'artèria braquial, que permet escoltar sorolls molt més precisos (sorolls de Korotkoff). Victor Pachon afegirà un oscil·lòmetre, que permet mesurar la pressió arterial sense un estetoscopi.

## Epònims associats

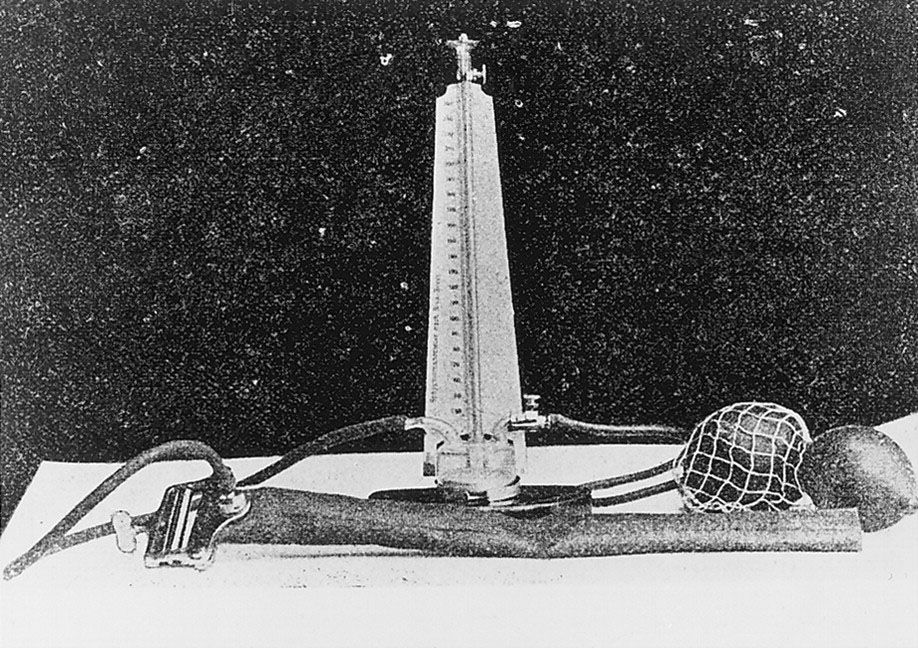
Esfigmomanòmetre de mercuri que va pertànyer a Nikolai Korotkov.

- El mètode Korotkoff és una tècnica auscultadora no invasiva per determinar els nivells de pressió arterial tant sistòlica com diastòlica. El mètode requereix un esfigmomanòmetre i un estetoscopi. A causa de la seva facilitat i precisió, es considera un "estàndard d'or" per a la mesura de la pressió arterial
- Els sons de Korotkoff són sons circulatoris sincrònics de pols que s'escolten a través de l'estetoscopi en l'auscultació de la pressió arterial mitjançant l'esfigmomanòmetre de Riva-Rocci.
- La prova de Korotkoff o signe de Korotkoff és una prova de circulació col·lateral: en l'aneurisma, si la pressió arterial a la circulació perifèrica es manté bastant alta mentre l'artèria per sobre de l'aneurisma està comprimida, la circulació col·lateral és bona.